# Église Saint-Pierre d'Auburn
L'église Saint-Pierre est une église anglicane, située à Auburn, dans l'État de New York, aux États-Unis. Le complexe comprend l'église, la maison paroissiale et un cimetière.

## Historique
L'église Saint-Pierre, construite en 1868-1870, a été conçue par l'architecte Henry C. Dudley dans le style néo-gothique.
La maison paroissiale est une structure en forme de « H » de deux étages et demi, complétée aux alentours de 1930 et conçue par William J. Beardsley dans le style néo-gothique tardif. Les premières inhumations remontent à environ 1812, lorsque la première église Saint-Pierre occupa ce site. Le lieu de sépulture comprend les restes d'Enos T. Throop (1784-1874), gouverneur de New York de 1829 à 1833.
Elle a été inscrite au Registre national des lieux historiques en 2002.

## Architecture
L'église Saint-Pierre est construite en calcaire et est composée d'une nef de forme rectangulaire, flanquée de bas-côtés et coupée par un transept compact, avec un clocher-tour et une flèche décalés soulignant une façade disposée de manière asymétrique. Une grande rosace est centrée dans le pignon de la nef.